# Druckluft
Druckluft, umgangssprachlich auch Pressluft, bezeichnet komprimierte Luft. Sie dient verschiedenen Zwecken:
- als Energieträger, beispielsweise zum Betrieb von Druckluftbremsen von Schienenfahrzeugen, Seilablaufanlagen oder zum Antrieb von Maschinen unter Tage im Bergbau
- als Steuermedium (im Druckluftbremssystem)
- als Füllmittel für Fahrzeugreifen: Autoreifen, Fahrradreifen, Motorradreifen, Nutzfahrzeugreifen (LKW), Landwirtschaftsreifen, EM-Reifen (Erdbewegungsmaschinen), Gabelstapler-Reifen, Forstreifen, Industriereifen, Flugzeugreifen.
- als Füllmittel, Feder- und Dämpfungselement in einem Luftfederungssystem, Ausdehnungsgefäß, Hydraulikspeicher und Sprungmatte
  - typisch mit Gebläse, also Druckluft von geringem Druck bei hohem Volumsdurchsatz betrieben (befüllt und gefüllt behalten) wurden Hüpfburg und andere Inflatables
    - Skydancer werden zusätzlich an Auslassöffnungen auch rückstoßangetrieben
- als Förderungsantrieb für granulare Stoffe oder Flüssigkeit in Rohren
- als Fördermittel für Getränke aus Fässern mit
- als Rückstoßmedium bei Flugversuchen
- zur Reinigung
- als Atemgas
- zur Kühlung
- zur Stickstofferzeugung
- als Schallminderungs-Technik beim Blasenschleier
- zum Betrieb eines Signalhorns

Werden statt Luft andere Gase oder Gemische verwendet, spricht man von Druckgas.

## Erzeugung

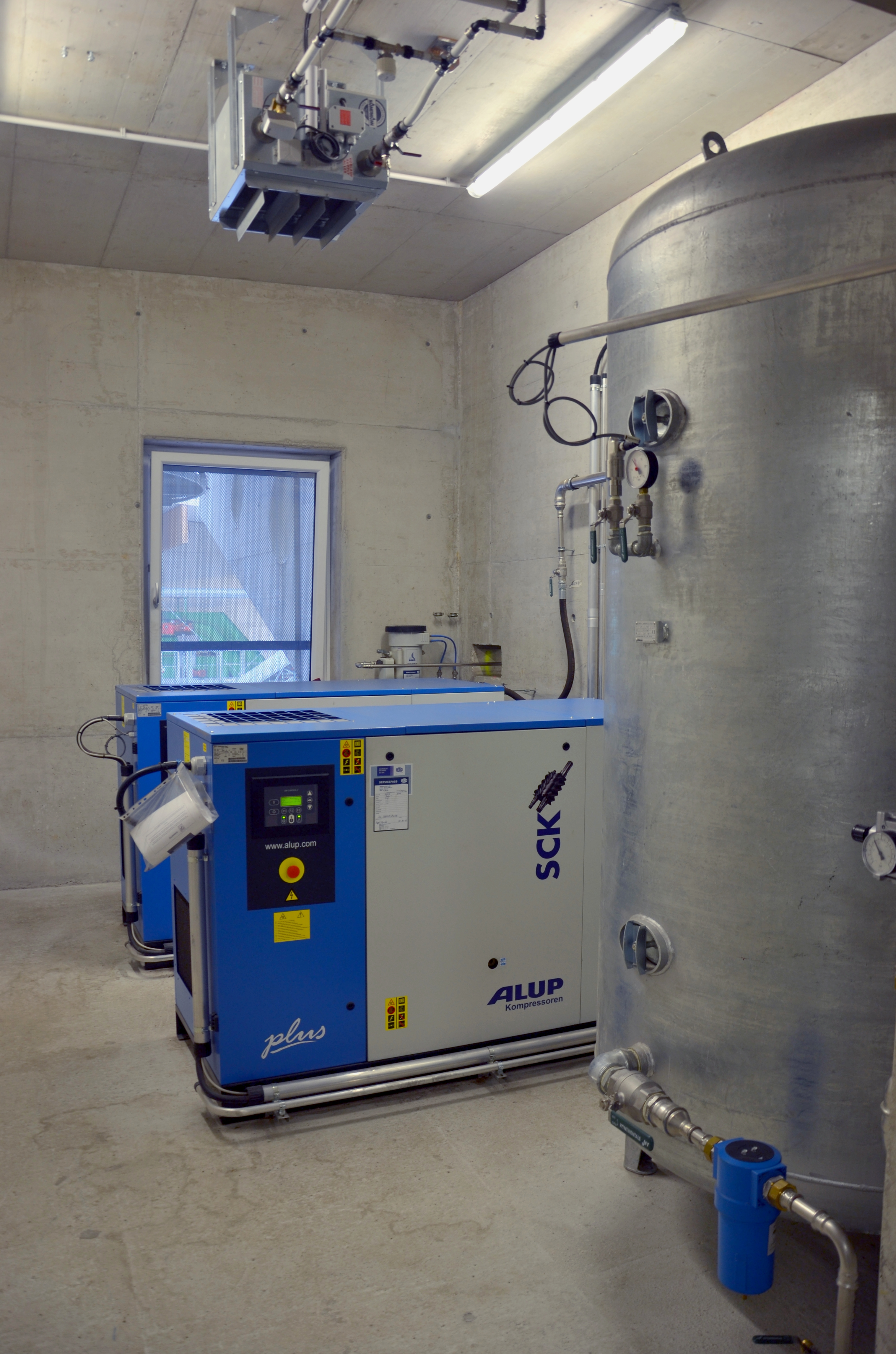
2 Druckluftverdichter als Schraubenkompressoren mit integriertem Kältetrockner und 3000 Liter Druckluftspeicher

Historisch wurde Druckluft mit geringem Druck durch Blasebälge, etwa für eine Schmiedeesse oder eine Kirchenorgel erzeugt. Druckluft zum Füllen von Schlauchbooten wird heute noch durch großvolumige Handpumpen oder fußbetriebene Blasebälge erzeugt.
Entsprechend dem Verwendungszweck wird Luft mit Verdichtern (Kompressoren) auf einen höheren Druck gebracht und je nach Anwendungsfall unterschiedlich behandelt. Der Energieaufwand beim Komprimieren ist beträchtlich, da viel Wärmeenergie entsteht, die meist ungenutzt bleibt. Druckluft ist deshalb ein teurer Energieträger. Bei steigenden Energiepreisen und in Kombination mit Wärmerückgewinnung und regelmäßiger Leckagebehebung lassen sich die Kosten deutlich senken.
Zur Drucklufterzeugung werden hauptsächlich zwei unterschiedliche Systeme genutzt: Kolbenkompressor (meist 2-stufig) oder Schraubenverdichter. 3-stufige Kolbenkompressoren sorgen für Verdichtungsdrücke bis 3000 bar. Neben diesen Arten sind auch Rotationskompressoren und vereinzelt auch Membrankompressoren im Einsatz.
Die Leistung eines Kompressors wird in l/min oder m³/h angegeben. Sie zeigt die Lieferleistung eines Kompressors auf.
Neben dem Einsatz sogenannter Last-/Leerlauf Kompressoren, die ihren besten Energieertrag bei kontinuierlichem Betrieb haben, gibt es seit einigen Jahren auch Modelle mit Frequenzregelung. Der Vorteil an dieser Technik besteht darin, dass die Motorleistung und die benötigte Druckluftmenge stets über eine Steuerung kontrolliert werden und diese jeweilig dann in der Drehzahl das Verdichterelement erhöht oder verringert. Hier sollen laut Angaben diverser Hersteller Einsparungen in Höhe von 50 % und mehr möglich sein.

### Ölfreie Druckluft
Druckluft aus allen Arten ölgeschmierter verdichtender Kompressoren (auch die ölfrei verdichtenden) enthält Öl und ist deshalb ohne Aufbereitung/Filtration nicht für hochreine Anwendungen geeignet. Druckluft aus ölfrei verdichtenden Kompressoren ist nicht völlig ölfrei, da die Druckluft nach der Verdichtung die in der Ansaugluft enthaltenen Ölanteile und andere Kohlenwasserstoffe aus der Umgebung enthalten kann. Beispielsweise in der Nahrungsmittelindustrie, der medizinischen Anwendung, als Atemgas zum Tauchen oder in Lackierbetrieben kann nur ölfreie Druckluft zum Einsatz kommen. Die Druckluftqualität wird gemäß der Norm ISO 8573-1 klassifiziert. Die Definition von Öl umfasst bereits Kohlenwasserstoffe (C6 bis C40) und ist grundsätzlich im Gesamtzusammenhang von Dampf, Aerosolen und Tröpfchen zu bestimmen. Dabei ist es nicht entscheidend, ob öl- oder wassergeschmiert oder ölfrei verdichtet wird. Nur die Reinheit der Druckluft ist von Bedeutung und sollte unter allen Betriebsbedingungen eingehalten werden können. Atemluft wird mit entsprechend dafür geeigneten Kompressoren erzeugt. Zur Reinigung der Druckluft dienen Filter in Verbindung mit Öldampfadsorbern oder Katalysatoren, sie wird mit geeigneten Messgeräten auf Ölfreiheit überwacht. Damit ist die Qualitätsanforderung „ölfreie Druckluft“ erreicht und dauerhaft sichergestellt.

### Entfeuchtung
Wird atmosphärische Luft komprimiert, steigt mit dem Partialdruck der als Dampf enthaltenen Luftfeuchte auch die Taupunkttemperatur an. Wegen der gleichzeitigen Temperaturerhöhung sinkt dabei die relative Feuchte ab. Kühlt die Druckluft unter ihren neuen, den Drucktaupunkt ab, so kann die Feuchtigkeit kondensieren. Deshalb wird Druckluft oft schon sofort nach der Kompression mit Zyklon-Wasserabscheidern, Kältetrocknern, Membrantrocknern oder Adsorptionstrocknern entfeuchtet. Dabei wird der Drucktaupunkt so eingestellt, dass er unter der Lagerungs- und Transporttemperatur liegt. Je nach Größe und Art der Anlage kommen auch hygroskopische Materialien für die Absorp- oder Adsorptionstrocknung zum Einsatz.
Um den (Druck-)Taupunkt komprimierter Luft sprachlich vom Taupunkt der unkomprimierten Luft abzugrenzen, wird letzterer auch atmosphärischer Taupunkt genannt. Dadurch kann die Druckluft auch bei tieferen Umgebungstemperaturen eingesetzt werden, ohne dass in den Druckleitungen oder Transportbehältern Wasser kondensiert.

## Druckluftverteilung
Neben der Drucklufterzeugung, der Druckluftspeicherung, der Druckluftaufbereitung und der Druckluftnutzung ist auch die Druckluftverteilung ein sehr wichtiger Bestandteil einer Druckluftanlage. Technisch sicherlich weniger anspruchsvoll und in vielen Installationen oft vernachlässigt, kann eine unsachgemäße Planung und Ausführung der Druckluftverteilung jedoch enorme Betriebskosten verursachen.
Direkte Verluste können alle Undichtigkeiten sein, bei denen Druckluft auf dem Weg von der Erzeugung bis hin zu der Nutzung aus der Druckluftrohrleitung oder den installierten Anlagen und Geräten ungenutzt entweicht. Noch heute werden je nach Planungsausführung bei der Berechnung für den Druckluftbedarf ca. 10 % an Verlusten mit einkalkuliert. Werden jedoch die Undichtheiten beseitigt, kann die Laufzeit der Kompressoren reduziert und ein bereits installierter Beistellkompressor nur noch selten oder gar nicht mehr eingesetzt werden.
Indirekte Verluste ergeben sich durch eine falsch geplante und dimensionierte Druckluftrohrleitung. Lange Stichleitungen werden installiert, obwohl eine Ringleitung besser wäre. Kleine Durchmesser werden ausgewählt, obwohl sich die höhere Investition für einen größeren Durchmesser im Betrieb sehr schnell amortisiert. Die indirekten Verluste sind die Druckverluste, die durch die strömende Druckluft in der Rohrleitung entstehen. Immer dann, wenn kein ausreichender Druck an der Bedarfsstelle vorliegt, wird häufig an einen nicht ausreichend großen Kompressor gedacht. Oft kann jedoch eine Optimierung der Druckluftrohrleitung das Problem beheben, und im günstigen Fall auch der Druck am Kompressor reduziert werden.
Verluste bei der Nutzung von Druckluft zur Erzeugung mechanischer Bewegungen führen zu einem insgesamt schlechten Wirkungsgrad. In einem konkreten Beispiel konnte nachgewiesen werden, dass die mechanische Nutzleistung mit Druckluftantriebstechnik bei nur noch 6 % lag. Im Vergleich dazu lag die mechanische Nutzleistung mit elektrischer Antriebstechnik bei 80 %. Die aufgewendete Primärenergie wird also mit elektrischer Antriebstechnik zu einem großen Anteil genutzt. Auch wenn in anderen Anwendungsfällen, z. B. dann, wenn dezentrale, kleine Drucklufterzeugungseinheiten zum Einsatz kommen, bessere Wirkungsgrade erzielt werden können, so darf erwartet werden, dass mit elektrischer Antriebstechnik immer bessere bis deutlich bessere Wirkungsgrade erzeugt werden, wenn es darum geht, Maschinen und Maschinenteile zu bewegen. Vor allem seit der Energiekrise 2022 wird deswegen über den Ansatz zur nachhaltigen Verringerung des Druckluftbedarfs in der produzierenden Industrie diskutiert.

## Sicherheitszubehör
Plötzliche Entspannung beim Trennen der Druckluftverbindung kann den sogenannten Peitschenhiebeffekt hervorrufen. Um dies zu vermeiden, fordert die Berufsgenossenschaft den Einsatz von Sicherheitsschnellkupplungen nach ISO-Norm 4414 und Sicherheitsnorm EN 983 „… Schnellkupplungen müssen so ausgewählt werden, dass sie, wenn sie gekuppelt oder entkuppelt werden, das Kupplungsteil nicht durch den Druck gefährlich wegschleudern …“.
- Netzseitige Druckluft-Sicherheitsschnellkupplung für kleine und mittlere Verbraucher, DN 7 bis 11, Q bis ca. 80 l/s
- Netzseitige Druckluft-Sicherheitsschnellkupplung für große Verbraucher, DN 12 bis 38, Q bis ca. 2 100 l/s

## Anwendung

### Energieträger

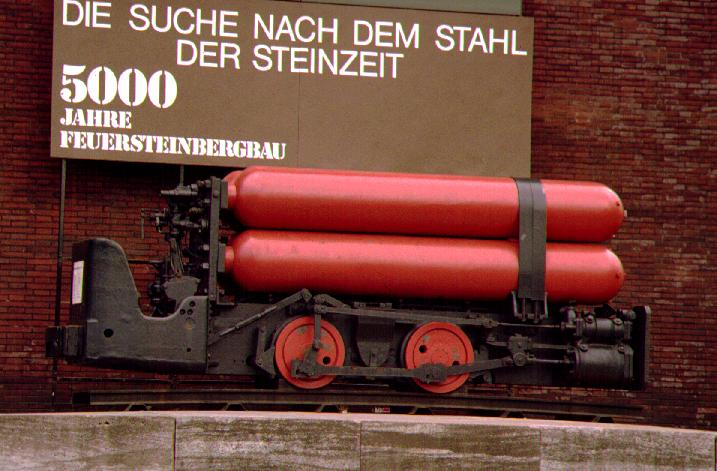
Druckluftlok

Druckluft wird zum Antrieb von Zylindern, Turbinen oder auch von Rohrpost verwendet, wobei beim Entspannen der Luft die Energie in Linearbewegung oder Drehbewegung umgewandelt wird. Hier kann die Druckluft mit Öl versetzt sein. Das Öl dient als Schmierstoff.
Allgemein ist diese Anwendung auch unter der Bezeichnung Pneumatik bekannt:
Druckluft kann als Energiemedium eingesetzt werden, Beispiele hierfür sind Druckluftauto, Pressluftlokomotive, Druckluftspeicherkraftwerk, Druckluftwaffe, Einsatz in der Lackierung oder bei Bauarbeiten, Beispiele hierfür sind Drucklufthammer, Druckluftmeißel.
Im Bahnbetrieb dient Druckluft bei Schienenfahrzeugen zur Steuerung und als Energieträger für die Druckluftbremse. Auch im Straßenverkehr findet die Druckluftbremse vor allem bei Lastkraftwagen Anwendung.
Ende des 19. Jahrhunderts entstanden Druckluftnetzwerke zur Energieverteilung, da damals die elektrische Energieübertragung mit Wechselstrom noch in den Kinderschuhen steckte. Ab 1888 entstand in Paris ein größeres Druckluftnetz zum Antrieb von Aufzügen, Abwasserpumpen, Gleichstromgeneratoren und anderen Maschinen. Die Leitungen wurden in den Abwasserkanälen verlegt, wo sie im Gegensatz zu elektrischen Kabeln nicht durch die Feuchtigkeit beeinträchtigt wurden. Das Netzwerk erreichte in den 1960er Jahren eine Länge von 900 km. Die jährlich verwendeten 400 Millionen Kubikmeter Luft wurden von drei Kompressoranlagen erzeugt. Der Betrieb des Netzes wurde erst 1994 eingestellt.

### Steuerung

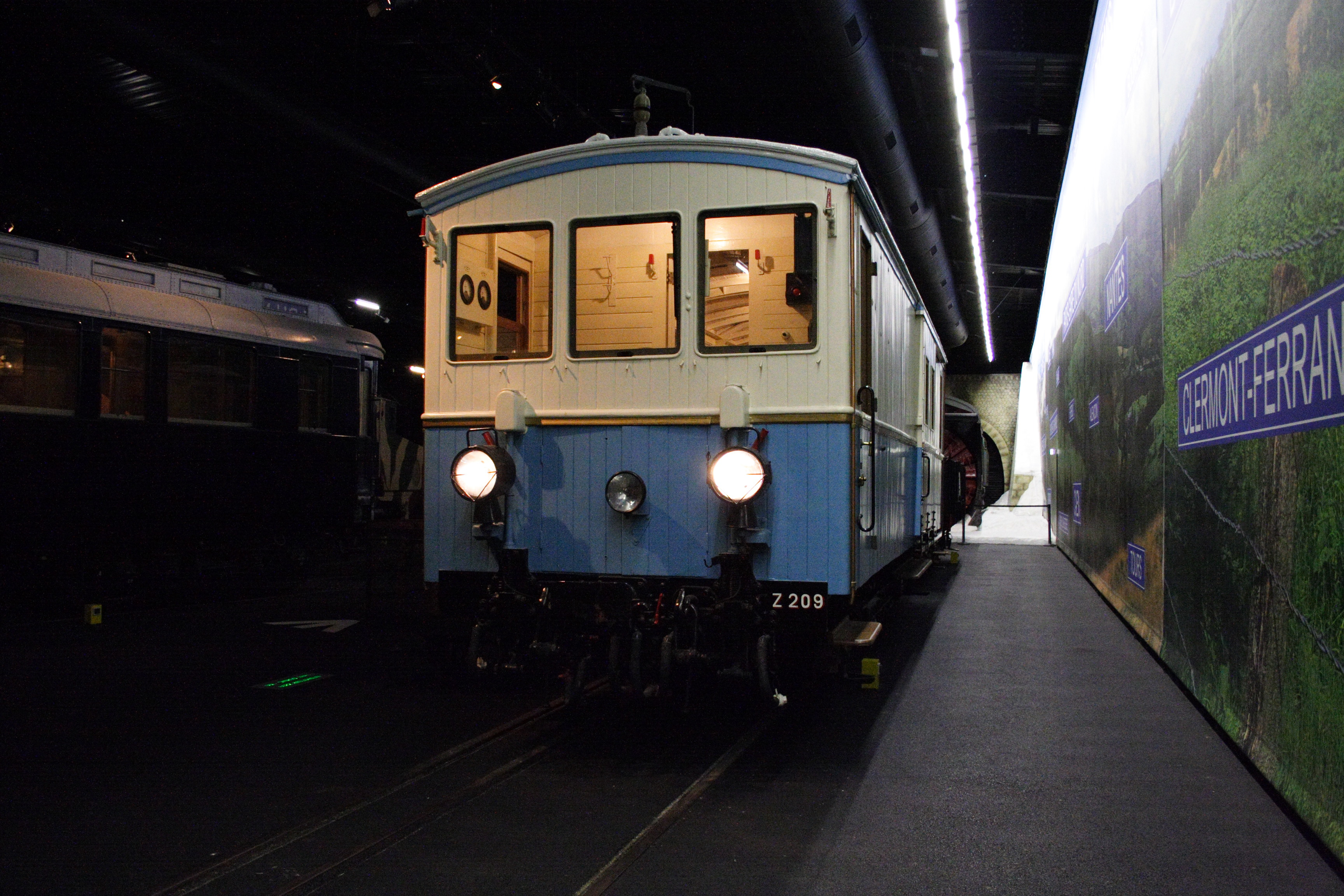
Gepäcktriebwagen Z209 des Train du Mont-Blanc mit Druckluft-Mehrfachtraktionsteuerung

In explosionsgefährdeten Bereichen war Druckluft für die Signalisierung (Einheitssignal 0,2–1 bar) und für die Betätigung von Stellorganen (ca. 6 bar) lange Zeit die erste Wahl. Heute sind die elektronischen Lösungen preiswerter und flexibler (eigensichere Stromkreise).
Druckluft diente bei den ersten Fahrzeugen des Train du Mont-Blanc aus dem Jahre 1901 zur Mehrfachtraktionsteuerung. Die Fahrzeuge waren mit zwei durch den ganzen Zug gehenden Luftleitungen verbunden – eine für die Fahrtrichtung Vorwärts, die andere für Rückwärts. Die fünf Fahrstufen der Triebwagen wurden durch verschiedene Drücke in den Leitungen signalisiert.
In Paris existierte zusätzlich zum Druckluftnetz zur Energieübertragung ein solches zum Betrieb einer Uhrenanlage, wobei die Nebenuhren mit der Hauptuhr über minütlich abgegebene Druckluftimpulse von 0,75 bar synchronisiert wurden. Das Netz, dessen Leitungen in der Kanalisation verlegt waren, nahm den Betrieb am 31. Dezember 1880 auf. 1887 wurden die größte Ausdehnung mit 7050 Uhren für 3185 Abonnenten erreicht. 1927 wurde der Betrieb eingestellt.

### Atemgas

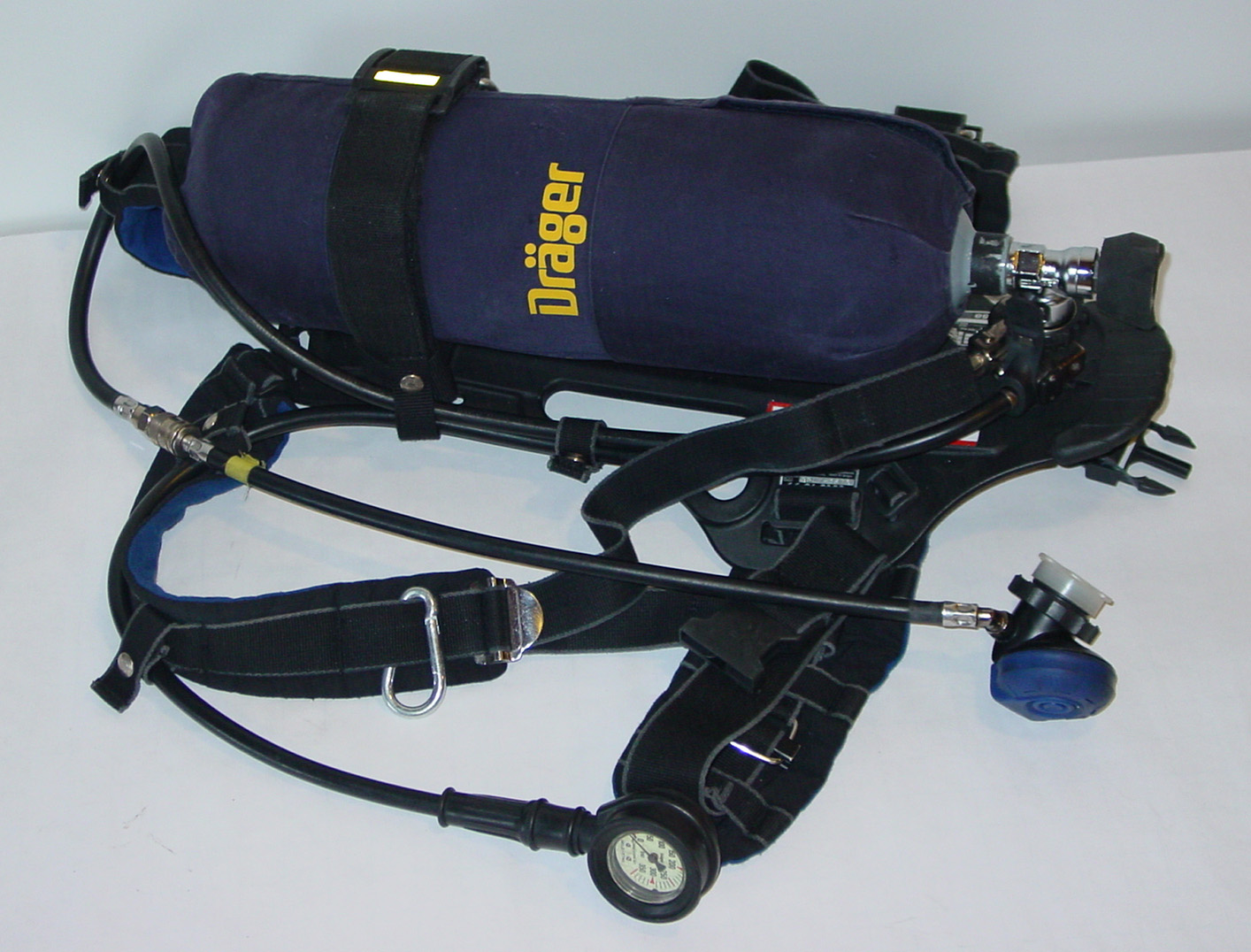
Druckluftflasche in einem Atemschutzgerät

Luft wird als gereinigtes und aufbereitetes Atemgas entweder in einem stationären Druckluftnetz, beispielsweise in einem Krankenhaus (ISO 7396-1:2016), verteilt oder mittels Atemschutzkompressoren in Druckluftflaschen (ISO 12021) zur Platzverringerung gespeichert und bei Bedarf über Atemregler zur Atmung mit Atemschutzgeräten und beim Gerätetauchen verwendet. Entspannte Druckluft enthält wegen der vorherigen Entfeuchtung eine sehr geringe relative Feuchtigkeit, daher muss ihr für den langfristigen Einsatz am (intubierten) Patienten künstlich Luftfeuchtigkeit zugeführt werden, um eine Austrocknung der Lunge zu verhindern.
Beim Einsatz spezieller Atemgase, beispielsweise beim Sporttauchen mit Nitrox, darf nur ölfreie Druckluft beigemischt werden.

### Reinigung
Beim Entspannen der Luft in einer Düse wird ein schneller Luftstrom erzeugt, der zum Wegblasen von Partikeln und Flüssigkeiten verwendet werden kann.
In Verbindung mit abrasiven Partikeln, welche durch Druckluft beschleunigt werden, kann beim Sand-, Kugel- oder Trockeneisstrahlen eine intensive Oberflächenreinigung erzielt werden.

### Kühlung
In vielen technischen Prozessen wird Druckluft zur Kühlung verwendet. Dabei wird ausgenutzt, dass sich Druckluft bei der Entspannung wegen des Joule-Thomson-Effektes abkühlt.

### Stickstofferzeugung
Um den Bedarf an Stickstoff eines Betriebes (beispielsweise in der Lebensmittelindustrie) zu decken, verwenden immer mehr Anwender Stickstoffgeneratoren oder Stickstoffmembranen. Mit Hilfe der N2-Generatoren wird Stickstoff in einem speziellen Absorptions- oder Trennverfahren vom Rest der Luft getrennt. Der gewonnene Stickstoff hat einen Reinheitsgrad bis zu 99,999 % (5.0).

### Sonstige Verwendung
Auch zu bestimmten sonstigen Handlungen wie zum Beispiel dem Befüllen von Hebekissen wird Druckluft aus Druckluftflaschen verwendet.
Es gab in den 1950er Jahren in den USA leitungsgebundene Flugversuche, die auf dem vertikal gerichteten Rückstoß von Düsen mit Druckluft aus einem Hochdruck-Zylinder-Paket basierte.

## Verwendungsdruck
Als Energieträger oder zur Reinigung hat Druckluft meist einen Druck von 6 bis 8 bar. In Einzelfällen werden bis zu 16 bar benötigt.
Zum Starten großer Motoren z. B. in Schiffen wird Druckluft mit 20 bis 30 bar verwendet, um damit entweder einen
Druckluftstarter zu betreiben, oder die Druckluft direkt in einen oder mehrere Brennräume zu leiten und damit den Motor in Bewegung zu setzen.
Als Atemluft zum Gerätetauchen, in Atemschutzgeräten steht die Druckluft in den Flaschen bzw. Kartuschen unter 200 bis 300 bar. Auch werden spezielle Flaschen (beispielsweise aus CFK) befüllt, die bei Drücken von bis zu 300 bar in portablen Druckluftwerkzeugen (Druckluftnagler) oder auch Pressluftgewehren zum Einsatz kommen. Bei der pneumatischen Förderung von Schüttgütern werden in der Regel Drücke unter 4,5 bar benötigt.

## Verwendung als Lager
In Luftlagern können bewegliche Teile nahezu reibungsfrei gelagert werden.
Eine ebene Anwendung ist das Luftkissen.